# Dyscritothamnus
Dyscritothamnus är ett släkte av korgblommiga växter. Dyscritothamnus ingår i familjen korgblommiga växter.
Kladogram enligt Catalogue of Life:
| Dyscritothamnus | \| \| Dyscritothamnus filifolius \| \| \| \| \| \| Dyscritothamnus mirandae \| \| \| \| |
|                 | \| \| Dyscritothamnus filifolius \| \| \| \| \| \| Dyscritothamnus mirandae \| \| \| \| |
|                 | Dyscritothamnus filifolius                                                              |
|                 |                                                                                         |
|                 | Dyscritothamnus mirandae                                                                |
|                 |                                                                                         |